# Michael Gough
Michael Gough (23. listopadu 1916 Kuala Lumpur, Malajsie – 17. března 2011 Salisbury) byl britský herec, který vystupoval ve více než 100 filmech. Mezinárodnímu obecenstvu je nejvíce znám díky roli Alfreda Pennywortha, kterého ztvárnil ve čtyřech filmech o Batmanovi. Poprvé se objevil v této roli ve filmu Batman z roku 1989.

## Dřívější život a kariéra
Narodil se v Kuala Lumpuru (v Malajsii). Jeho otec byl Francis Berkeley Gough, matka byla Frances Atkins. Svůj první filmový debut zažil v roce 1947 ve filmu Blanche Fury, poté se začal často objevovat v britské televizi např. v dlouhotrvajícím britském vědeckém televizním seriálu Doktor Who, jako lotr v seriálu The Celestial Toymaker a také jako kancléř Hedin v Arc of Infinity. Také vystupoval v The Citadel jako Sir Jenner Halliday a v roce 1986 Out of Africa jako Lord Delamere.
Byl známý i mezi fanoušky hororů kvůli častému účinkování v hororových filmech 60. let, jako např. Hammer Film Productions Dracula (v USA vysíláno pod názvem Horror of Dracula, 1958), The Phantom of the Opera (Fantom Opery, 1962) a Anglo-Amalgamated's Horrors of the Black Museum (1960).

## Postava Alfreda Pennywortha
Mezi jeho pozdější role se zařadila i postava Alfreda Pennywortha. Do role jej obsadil režisér Tim Burton. Postavu ztvárnil ve filmu Batman (1989) a Batman se vrací (1992). Také si tuto roli zopakoval v rozhlasové adaptaci BCC Batman: Knightfall (1994). V dalších filmech byl opět dosazen do role Alfreda Pennywortha režisérem Joelem Schumachrem ve filmech Batman navždy (1995) a Batman a Robin (1997). Byl jedním ze dvou herců, kteří vystupovali ve všech 4 filmech (dalším byl Pat Hingle, který ztvárnil postavu komisaře Gordona). Opět spolupracoval s Timem Burtonem v roce 1999 ve filmu Sleepy Hollow (Ospalá díra) a v roce 2005 v Tim Burton's Corpse Bride (Mrtvá nevěsta Tima Burtona). Vystupoval také v šesti reklamách v roce 2001 na sledovací systémOnStar: informoval diváky o tom, že stejný model má i Batman na Batmobilu.

## Ocenění a nominace
V roce 1979 získal prestižní broadwayskou divadelní Cenu Tony v kategorii nejlepší herec (díky roli v komediálním divadelním představení Bedroom Farce z roku 1975). Na tutéž kategorii byl nominován i v roce 1988 za film Breaking the Code.